# Перевалов, Виктор Дмитриевич
Ви́ктор Дми́триевич Перева́лов (6 ноября 1941 года, д. Большая Грязнуха, Каменский район, Челябинская область — 7 января 2022 года, г. Екатеринбург) — советский и российский правовед, доктор юридических наук, профессор, заслуженный юрист Российской Федерации (1996), заведующий кафедрой теории государства и права Уральского государственного юридического университета, почётный профессор Уральского государственного юридического университета. Индекс Хирша — 18.

## Биография
Родился 6 ноября 1941 года в деревне Большая Грязнуха Каменского района Челябинской области (ныне — район в составе Свердловской области) в семье простых колхозников.
Окончив в 1968 году Свердловский юридический институт им. Р.А. Руденко, В.Д. Перевалов принял решение связать свою судьбу с данным вузом. Прошел все стадии педагогической и административной работы — от преподавателя кафедры теории государства и права до ректора вуза, от аспиранта до доктора юридических наук. В 1972 году защитил кандидатскую диссертацию, а в 1987 году — докторскую диссертацию на тему «Теоретические проблемы политико-правового развития ВЛКСМ в советской политической системе». В 1989 году утверждён в ученом звании профессора.
С 1988 года по 2001 год работал в должности проректора по научной работе, а с 2001 года по 2007 год — в должности ректора Уральского государственного юридического университета. Благодаря его высоким профессиональным качествам вузу удалось решить множество острых проблем в научной и учебной деятельности.
Являлся редактором и соавтором нескольких учебников по теории государства и права, политологии и конституционному праву Российской Федерации. По поручению Министерства науки и высшего образования Российской Федерации участвовал в разработке концепции юридического образования в Российской Федерации и государственного образовательного стандарта по специальности «Юриспруденция». Активно работал с аспирантами и соискателями, под его руководством защищены многие кандидатские и докторские диссертации. Его перу принадлежит более 100 научных и учебно-методических работ.
Скончался 7 января 2022 года в Екатеринбурге, похоронен на почетной секции Широкореченского кладбища рядом с женой Ниной Алексеевной.

## Награды и звания
- Заслуженный юрист Российской Федерации (19 декабря 1996 года) — за заслуги в укреплении законности и многолетнюю добросовестную работу[2];
- Почётный работник высшего профессионального образования Российской Федерации;
- Почётный работник прокуратуры Российской Федерации;
- Почётный сотрудник МВД России;
- Почётный гражданин Свердловской области (22 июля 2011 года)[3];
- Орден Почёта (17 апреля 2001 года) — за заслуги в научной и педагогической деятельности, подготовку высококвалифицированных кадров[4];
- Орден «За заслуги перед Отечеством» IV степени (9 мая 2007 года) — за большой вклад в развитие образования, подготовку юридических кадров и многолетнюю плодотворную деятельность[5];
- Медаль Анатолия Кони;
- Медаль «За укрепление государственной системы защиты информации» I степени;
- Почётная грамота Кыргызской Республики (20 марта 2003 года) — за заслуги в развитии кыргызско-российского сотрудничества в области образования[6].